# B2B (canção)
"B2B" (estilizado em maiúsculo e minúsculo) é uma canção da cantora e compositora inglesa Charli XCX, contida em seu sexto álbum de estúdio, Brat (2024). Foi composta pela própria ao lado de seuS produtores A. G. Cook, Gesaffelstein e Omer Fedi. Foi lançado em 3 de abril de 2024 como single promocional duplo, com "Club Classics" como seu lado-A.

## Lançamento e composição
"'Club classics' e 'B2b' já foram lançadas e são duas músicas [muito] importantes na bratosfera. 'Club classics' começou na cozinha de George. Eu estava falando sobre sentir tanta falta de ouvir a música da Sophie como costumava fazer nas festas e acabei transformando esse pensamento em uma música sobre só querer realmente ouvir minha própria música e a música dos meus amigos em clubes (verdade). 'B2b' começou com um jantar de última hora no restaurante com vista para o Louvre e terminou em um estúdio em Los Angeles com um monte de equipamentos cobertos de chantilly (também é verdade)."

XCX explicando sobre como ambas as faixas surgiram.
Em 3 de abril de 2024, Charli revelou a tracklist completa e a data de lançamento do Brat para 7 de junho de 2024. Produzida pelo colaborador de longa data A. G. Cook, Gesaffelstein e Omer Fedi, "B2B" fala sobre um retrato da luta interna que acompanha o fim de um relacionamento e a tentativa de não recair nos mesmos padrões, com sua constante repetição  de “Back to, back to, back to, back to, back to you”, cria uma batalha contra o impulso de voltar para um antigo amor, indicando a dificuldade de se manter afastado de uma relação que já terminou. Charli expressa a relutância em 'cair de volta para nós', o que pode ser interpretado como uma resistência em reviver um relacionamento que, por algum motivo, não deu certo.
A letra também menciona “Talvez você devesse correr de volta para ela”, o que pode indicar que há uma terceira pessoa envolvida, ou simplesmente que o parceiro anterior seria melhor servido ao retornar para um relacionamento passado, ao invés de tentar reatar com a narradora. Isso adiciona uma camada de complexidade à música, sugerindo que a decisão de não voltar não é apenas uma questão de vontade própria, mas também uma consideração pelo bem-estar do outro. A parte final da música, onde Charli canta sobre levar muito tempo para se quebrar e se reconstruir, repetindo o processo, fala sobre o ciclo de cura e crescimento pessoal. A afirmação de não querer se sentir destemida pode ser uma aceitação da vulnerabilidade como parte do processo de cura. "B2B" não é apenas sobre o fim de um relacionamento, mas também sobre o autodesenvolvimento e a importância de aprender com as experiências passadas, em vez de simplesmente voltar a elas.

## Faixas e formatos
Download digital / streaming
1. "B2B" — 2:58
2. "Club Classics" — 2:33

## Créditos e pessoal
Créditos da música adaptados do Tidal.
- Charlotte Aitchison — vocais, compositora
- Alexander Guy Cook  — compositor, produtor
- Mike Levy — compositor, produtor
- Omer Fedi — compositor, produtor
- Bart Shoudel — engenheiro de mixagem, engenheiro vocal
- Idania Valencia — mestre
- Randy Merrill — mestre

## Histórico de lançamento
| Região | Data               | Formato                    | Versão   | Gravadora | Ref.        |
| ------ | ------------------ | -------------------------- | -------- | --------- | ----------- |
| Várias | 3 de abril de 2024 | Download digital streaming | Original | Atlantic  | [ 8 ] [ 9 ] |